# Psycho-Pass
Psycho-Pass (サイコパス, Saiko Pasu) é um anime japonês produzido pela Production I.G. Estreou no dia 11 de outubro de 2012 no bloco Noitamina da Fuji TV. A série foi adaptada para mangá, que começou a ser publicado em 2 de março na Jump Square.
O Psycho-Pass se originou do interesse da Production IG em fazer um sucessor para as realizações de Mamoru Oshii . A série foi inspirada em vários filmes de ação ao vivo. O diretor-chefe Katsuyuki Motohiro teve como objetivo explorar temas psicológicos na juventude da sociedade usando histórias distópicas. Vários livros e filmes influenciaram Psycho-Pass, sendo o mais notável o filme de ficção científica americano de 1982 , Blade Runner . A série foi licenciada pela Funimation na América do Norte. Duas adaptações de mangá foram serializadas na revista Jump Square da Shueisha . Vários romances, incluindo uma adaptação e prequelas da história original, foram publicados. Uma adaptação episódica de videogame chamada Chimi Chara Psycho-Pass foi desenvolvida pela equipe da Nitroplus em colaboração com a Production IG. Novos romances e outro mangá foram serializados em 2014. Um mangá prequela centrado no passado de Kogami foi escrito.
A primeira temporada do anime foi aclamada pela crítica no Japão e no Ocidente, com os críticos elogiando os papéis e as interações dos personagens em um ambiente distópico. A animação também foi elogiada apesar dos problemas nos episódios posteriores que exigiram consertos nos volumes de DVD da série. Por outro lado, a segunda série, Psycho-Pass 2, recebeu uma resposta crítica mista decorrente de seu uso pesado de sangue coagulado, bem como a caracterização do novo vilão.

## Enredo

### Sinopse
Psycho-Pass se passa em um Japão futurista, onde o Sibyl System (シビュラシステム, Shibyura Shisutemu) , uma poderosa rede de computadores biomecânicos, mede infinitamente a biometria dos cérebros e mentalidades dos cidadãos japoneses usando uma "varredura cimática". A avaliação resultante é chamada de Psycho-Pass (サイコパス, Saikopasu) , que inclui um índice numérico de Crime Coefficient (犯罪係数, Hanzaikeisū) , revelando o potencial de criminalidade do cidadão e um Hue codificado por cores, alertando os policiais sobre outros dados, como bem como a melhoria (limpeza) ou declínio (turvação) do referido Psycho-Pass. Quando o índice de Coeficiente de Crime de um indivíduo-alvo excede o limite aceito (100), eles são perseguidos, apreendidos e presos ou decompostos pelos oficiais de campo do Departamento de Investigação de Crime do Departamento de Segurança Pública do Ministério do Bem-Estar. Os oficiais de elite conhecidos como Inspetores pesquisam e avaliam as cenas do crime, incluindo todo o pessoal envolvido, com a ajuda dos Enforcers. Os Enforcers são criminosos latentes encarregados de proteger os Inspetores, agregando sua experiência e cumprindo as instruções dos Inspetores. Ambos são equipados com armas portáteis ativadas pessoalmente, chamadas "Dominadores", cujos scanners integrados fornecem o Psycho-pass imediato do alvo. A arma semelhante a uma arma só pode disparar quando aprovada pelo Sistema Sibyl e acionada por seu dono. Inspetores e Enforcers trabalham como uma equipe, embora os Inspetores tenham jurisdição para disparar seus Dominadores sobre os Enforcers caso eles representem um perigo para o público ou para os próprios Inspetores.

### História
Psycho-Pass é visto pelos olhos de Akane Tsunemori, uma inspetora novata na Unidade Um (também conhecida como Divisão Um) do Departamento de Investigação Criminal do Departamento de Segurança Pública do Ministério do Bem-Estar. Shinya Kogami é uma Enforcer sob sua supervisão durante sua primeira missão. Quando ela o julga uma ameaça à vida de um criminoso apreendido, ela usa seu Dominador para impedi-lo de decompor o criminoso. Inicialmente envergonhado de sua ação, Kogami agradece por ter evitado o que poderia ser entendido como assassinato, opinião que influencia Tsunemori a permanecer na polícia. A unidade descobre os crimes de Shogo Makishima, um prolífico cérebro do crime. Makishima é Criminally Asymptomatic (免罪体質, Menzai Taishitsu)  - uma pessoa persistentemente avaliada pelo Sistema Sibila como tendo um baixo coeficiente de crime, apesar de todas as ações e atitudes, protegendo-o assim dos danos do Dominador. Tsunemori é acompanhado pelo veterano Inspetor Nobuchika Ginoza, um homem severo que despreza os Executores; Tomomi Masaoka, um Enforcer de meia-idade que costumava ser um detetive; Shusei Kagari, um jovem despreocupado que foi marcado como um criminoso latente na infância; e Yayoi Kunizuka, um ex-músico transformado em um criminoso latente devido a um relacionamento com um terrorista.
A unidade começa a caçar Makishima, mas é Kogami quem mais investe, tendo perdido um amigo nas mãos do vilão. Enquanto isso, Makishima é convidado por Joshu Kasei, a forma andróide de Sibyl, para se juntar a eles. Ele se recusa e foge. Percebendo isso, Kogami deixa a Unidade Um para encontrá-lo e matá-lo. O Sistema Sibila ordena que Tsunemori capture Makishima e execute Kogami, mas ela concorda apenas com a condição de que retirem a ordem de execução de Kogami. A Unidade Um agora procura os dois homens. Ao encontrá-lo, Makishima quase mata Ginoza, mas Masaoka sacrifica sua vida para salvá-lo e, apesar dos esforços de Tsunemori, Kogami mata Makishima e foge do confinamento do PSB, cujo paradeiro é desconhecido.
Em Psycho-Pass 2, Tsunemori lidera uma Unidade Um restaurada que inclui o inspetor novato Mika Shimotsuki ; Ginoza, que foi rebaixado para Enforcer; Kunizuka e dois novos Enforcers chamados Sakuya Togane e Sho Hinakawa . A equipe enfrenta uma nova ameaça na forma de Kirito Kamui, outro gênio do crime que, como Makishima, pretende derrubar o Sistema Sibila, mas, ao contrário de Makishima, quer fazê-lo explorando suas falhas em vez de causar estragos. Hábil em evitar todas as formas de detecção e capaz de ajudar seus apoiadores a manter seus coeficientes de crime baixos, poucos acreditam que ele realmente exista. Tsunemori resiste em Psycho-Pass: The Movie, onde ela procura por Kogami, agora um lutador pela liberdade em outro país. O destino de Kogami entre outros personagens é explorado no filme Sinners of the System.
Em Psycho-Pass 3, Tsunemori e sua equipe ajudam o povo de Shambala Float a descobrir a corrupção no governo com a improvável assistência de Kogami, que Tsunemori localiza enquanto é membro de um grupo guerrilheiro que ele acredita estar trabalhando para trazer liberdade ao povo daquele país . A missão resulta na dissolução da Unidade Um e no desaparecimento de Kogami, mais uma vez. Uma situação não revelada leva à prisão de Tsunemori por colocar o público em perigo. O desenrolar da história e a verdade que Tsunemori busca envolve dois novos inspetores: Arata Shindo e Kei Mikhail Ignatov . Seu primeiro caso com o Public Safety Bureau envolve a investigação do pouso forçado de um avião drone de passageiros, que resulta na morte de um passageiro e na descoberta de um grande grupo de imigrantes. Durante a investigação e as seguintes, Shindo e Ignatov descobrem evidências de uma conspiração liderada por uma organização sombria chamada Bifrost, que usa o mecanismo de um jogo de torneio chamado Roundrobin para manipular eventos sociais. Conforme as evidências e o conhecimento sobre Bifrost aumentam, o foco da história se estreita até Shindo e Ignatov se encontrarem em conflito um com o outro. Isso leva a uma escolha de Ignatov; que é mais explorado no filme de seqüência de 2020, Primeiro Inspetor.

## Produção

O anime foi produzido pelo estúdio Production I.G

A série foi dirigida por Naoyoshi Shiotani, escrita por Gen Urobuchi e apresenta designs de personagens de Reborn! artista de mangá Akira Amano . É estrelado por Tomokazu Seki como Shinya Kogami, Kana Hanazawa como Akane Tsunemori e Takahiro Sakurai como Shogo Makishima. Psycho-Pass originou-se do interesse do Production IG em fazer um sucessor de Ghost in the Shell e Patlabor de Mamoru Oshii, contratando Katsuyuki Motohiro — que se tornou o diretor-chefe da série — e o veterano animador do IG Naoyoshi Shiotani para supervisionar a direção.
Motohiro queria voltar a fazer anime depois de um longo hiato, mas precisava de um roteirista carismático. Motohiro e sua equipe ficaram surpresos com a contribuição do Gen Urobuchi para a aclamada série de anime Puella Magi Madoka Magica . Motohiro era fascinado por Madoka Magica e tinha lido outras obras de Urobuchi, o que o persuadiu a falar com Urobuchi. No início de 2011, Motohiro propôs a Urobuchi que os dois deveriam trabalhar juntos. No início da série, Motohiro disse a Naoyoshi Shiotani para não fazer nada que não pudesse ser adaptado em um filme de ação ao vivo.
Antes de começar o trabalho em Psycho-Pass, Shiotani estava ocupado trabalhando no filme Blood-C: The Last Dark . Assim que seu trabalho com o filme acabou, Shiotani se concentrou na qualidade da série. Após o episódio 16, que provou ser o mais desafiador e popular da série, a equipe se viu "sem energia". Os próximos dois episódios foram feitos por uma equipe externa, o que se refletiu em vários problemas com a animação. Em resposta a isso, o produtor do episódio disse que, embora esperasse problemas, ele trabalhou para torná-los o melhor que pôde. Shiotani também se desculpou pela qualidade do episódio. A equipe original continuou trabalhando do episódio 19 até o final, decidindo refazer os episódios 17 e 18 para seu lançamento no varejo.
A série de anime foi anunciada pela primeira vez no final de março de 2012 pela Fuji TV em sua conferência de imprensa Noitamina. Em março de 2013, Shiotani afirmou que poderia haver uma segunda temporada se o show recebesse apoio suficiente. Assim que o desenvolvimento da segunda temporada começou, Shiotani disse que os novos episódios foram mais difíceis de fazer do que os da primeira temporada. Ele disse, "é mais sobre a inflexibilidade do show" porque a equipe tem que manter a consistência. Na segunda temporada, Tow Ubukata substituiu Urobuchi como o escritor principal. Ubukata menciona que teve a ideia de expandir o cenário na forma de uma sequência. Por ter sido dado o cenário da série de TV e do filme, Ubukata teve que escrever a personalidade dos personagens. Embora o prazo para a produção fosse curto, ele teve tempo suficiente para manter discussões com a equipe da primeira série. Shiotani ajudou a equipe no episódio final que satisfez Ubukata. Muita atenção foi dada ao desenvolvimento de Tsunemori como personagem principal, já que Kogami não estava mais presente. Além disso, o novo personagem que trabalha como inspetor, Mika Shimotsuki, recebeu as características do recém-chegado semelhantes a Tsunemori, mas diferentes de uma forma que Shiotani não poderia explicar durante o desenvolvimento como resultado da série ainda em estreia.
Durante os episódios finais da primeira série, Shiotani concebeu a ideia de um filme Psycho-Pass . Urobuchi e Motohiro disseram que o filme teria que conter um cenário independente da sociedade japonesa do Sistema de Sibilas. Shiotani queria criar o filme em colaboração com a equipe que trabalhou na primeira temporada e com o designer de personagens Naoyuki Onda e o diretor de arte Shuichi Kusamori, que também trabalhou na série. Urobuchi acreditava que a sequência ideal seria um filme em vez de uma série de televisão, mas queria permanecer fiel às raízes da série original. O cenário do filme pretendia mostrar como uma futura distopia ocorreria fora do Japão e sem o Sistema Sibila. Para tornar a história mais realista, Shiotani decidiu que os estrangeiros falassem inglês, ao contrário de outros filmes em que falam tipicamente japonês. Ambos os atores principais, Tomokazu Seki (Kogami) e Kana Hanazawa (Akane), ficaram surpresos com esta proposta porque eles tinham várias falas em inglês. Shiotani queria explorar o que acontece quando uma sociedade confinada se expande para outros países, trazendo mais caos do que paz, o que faria o público questionar ainda mais esse ideal. Shiotani escolheu o Sudeste Asiático, pensando que um país trabalhando duro para promover seu desenvolvimento seria adequado para a história.
Os filmes Sinners of the System foram anunciados pela primeira vez no Japão pela Fuji TV em março de 2018. Shiotani voltou como diretor dos filmes. O romancista Ryō Yoshigami escreveu o roteiro do primeiro filme, enquanto o segundo foi escrito por Makoto Fukami. Em relação ao primeiro filme, Shiotani escolheu Nobuchika Ginoza e Mika Shimotsuki como personagens principais devido às semelhanças com os protagonistas da primeira série de televisão, Kogami e Tsunemori, respectivamente. No entanto, ele notou que esta dupla possuía uma dinâmica diferente devido ao fato de Ginoza ter passado por um arco de personagem notável nos projetos anteriores, principalmente devido ao seu relacionamento com Masaoka e Kogami. A atriz de voz Ayane Sakura acreditava que Shimotsuki era agora mais adequada para o papel de heroína, graças à sua experiência na segunda série de televisão, onde ela era a personagem principal mais jovem. Assim que o primeiro filme estreou, Shiotani comentou que a trilogia iria "ampliar sua perspectiva [do público]. Eles são esses tipos de filmes ".
Para a série de anime 2019, Shiotani confiou ao escritor Ubukata, Fukami e Yoshigami o tratamento de um novo elenco. Fukami e Yoshikami escreveram o roteiro enquanto Ubukata se encarregava da composição. Fukami ficou surpreso com a dinâmica contínua entre Shiotani e Ubukata, pois, apesar da nova história e das adições de personagens não incluídas na composição original da série, a série ainda parecia Psycho-Pass . Ele esclareceu que cada episódio da nova série trata de um tema diferente baseado na escrita de Ubukata, e os escritores acharam que escrever a segunda metade da série era desafiador. Ao criar os novos leads, Arata Shindo e Kei Mihail Ignatov foram tratados como "dois bons amigos", ao mesmo tempo em que mostraram diferenças marcantes entre eles. Ubukata então concebeu a ideia de "psicologia vs. combate", tornando Shindo um mentalista treinado, enquanto Ignatov é ex-militar com habilidades em artes marciais. Atenção especial foi dada à caracterização de Shindo, já que ele poderia ser visto como um personagem desagradável baseado em como ele conduz as conversas, mas ainda era atencioso. Ubukata queria que os dois personagens principais fossem escritos exclusivamente por Fukami.

### Design

Esboços da Akane Tsunemori feitos pela Akira Amano

Ao ouvir os comentários de Atsuko Ishizuka, diretor de The Pet Girl of Sakurasou, sobre a forma como os personagens foram concebidos pela primeira vez, Shiotani percebeu que era o contrário para sua equipe, que teve que criar primeiro o cenário, depois os personagens porque eles "são quase sendo jogado pelo mundo. " Como resultado, os personagens foram projetados pelo artista de mangá Akira Amano para equilibrar a atmosfera sombria ao torná-los "palatáveis e muito relacionáveis". A equipe evitou usar cores vivas que se destacassem. Akane Tsunemori foi criada como a personagem mais identificável, que questionaria o cenário do ponto de vista do público e como a heroína que se colocaria entre o personagem principal, Shinya Kogami, e seu principal rival e inimigo, Shogo Makishima. A progressão de Akane de uma recém-chegada inocente a uma pessoa madura e assombrada era um dos principais objetivos da equipe.
Motohiro permitiu que sua equipe usasse elementos muito gráficos, embora pudessem reduzir a audiência feminina. Ele reconheceu que a série pode ser violenta demais para um público mais jovem e disse que não gostaria que seu filho a assistisse por causa de sua brutalidade psicológica. Ele acrescentou que a equipe não queria fazer uma série violenta, mas uma "série artística que por acaso tinha alguma violência incluída". Sobre a quantidade de violência, Shiotani disse a Urobuchi, "deixe-nos lidar com isso". Algumas dessas cenas violentas ocorrem fora das câmeras, mas sempre que um protagonista estava envolvido, o momento era desenvolvido para ser memorável. A equipe teve que refazer duas vezes as cenas porque a estação de televisão reclamou que elas "exageraram".
Motohiro queria que a série se opusesse às tendências simultâneas de anime. O uso de moe (gíria) foi proibido nas reuniões da equipe porque eles gostavam de dramas como Mobile Suit Gundam e Patlabor, que focavam conflitos entre personagens masculinos. Como a série era "anti-moe", a equipe decidiu evitar que Tsunemori removesse suas roupas e, em vez disso, pediu a Kogami que o fizesse. No entanto, o show atraiu um público feminino porque o conflito entre os personagens masculinos parecia atrair os fãs do gênero shonen ai . Embora Shiotani também quisesse que a série evitasse o romance entre personagens masculinos, ele acreditava que as cenas de luta entre personagens masculinos atraíam fãs femininas involuntariamente. A equipe decidiu se concentrar em amizades em vez de relacionamentos românticos.

### Influências
A série foi inspirada em vários filmes de faroeste, mais notavelmente LA Confidential . O diretor Naoyoshi Shiotani citou várias outras influências, incluindo Minority Report, Gattaca, Brazil e Blade Runner ; o último dos quais ele comparou muito de perto ao Psycho-Pass . Antes de fazer a série, Urobuchi insistiu em usar uma narrativa distópica inspirada em Philip K. Dick . Os temas psicológicos foram baseados na época em que Shiotani assistiu Lupin III durante sua infância, porque ele pensou em adicionar "o trauma da juventude de hoje" à série. A rivalidade entre os personagens principais foi baseada nos vários dramas que a equipe gostou. Outros dubladores foram creditados na produção da série por causa da maneira como adicionaram traços aos personagens. Como a terceira série foi administrada por novos escritores (Fukami e Yoshigami), os novos membros usaram ideias de seus superiores ao escrever o roteiro, como os romances de Ubukata Mardock Scramble e Spiegel .

### Música
A equipe teve problemas para compor um tema de abertura para a série até que alguém forneceu algumas músicas de Ling Tosite Sigure, que foi contratado para compor o tema de abertura. Egoist, que compôs o tema de encerramento, estreou no Noitamina com Guilty Crown . Shiotani disse que pediu ao Egoist para gravar três versões do tema do final para que pudessem alterná-las para combinar com o final do episódio. Em toda a série, os limites de tempo resultaram na remoção ou substituição das músicas finais por versões instrumentais para evitar o corte de cenas do episódio. Quando havia preocupações dos produtores das músicas, Tomohiro e Shiotani discutiam isso com eles. Seguindo a primeira série, Yugo Kanno fez remixes dos temas de fundo originais, uma vez que a equipe os achou agradáveis e podem parecer atraentes no processo.
Lista de faixas (Psycho-Pass)
| Disco 1 | |         |  |
| N.º     | Título                                                                                                | Duração |  |
| 1.      | "Psycho-Pass" (PSYCHO-PASS)                                                                           | 6:42    |  |
| 2.      | "Hou to Chitsujo [Law and Order]" (法と秩序)                                                          | 2:40    |  |
| 3.      | "Senzaihan [Latent Criminal]" (潜在犯)                                                                | 2:14    |  |
| 4.      | "Dominator" (ドミネーター)                                                                            | 3:13    |  |
| 5.      | "Psycho-Hazard" (サイコハザード)                                                                      | 2:55    |  |
| 6.      | "Hikari [Light]" (光)                                                                                 | 2:21    |  |
| 7.      | "Hanzai Keisū [Crime Coefficient]" (犯罪係数)                                                         | 2:02    |  |
| 8.      | "Haiki Kukaku [Abolition Block]" (廃棄区画)                                                           | 2:00    |  |
| 9.      | "Yohensha [Prophet]" (預言者)                                                                         | 1:40    |  |
| 10.     | "Kansatsugan [All-Seeing Eyes]" (観察眼)                                                              | 2:04    |  |
| 11.     | "Keiji no Kan [Detective's Intuition]" (刑事の勘)                                                     | 1:50    |  |
| 12.     | "Hanzai Yuugi [Crime Games]" (犯罪遊戯)                                                               | 2:33    |  |
| 13.     | "Shibyura no Kairaku [Sibyl's Puppets]" (シビュラの傀儡)                                              | 1:44    |  |
| 14.     | "Checkmate" (チェックメイト)                                                                          | 1:45    |  |
| 15.     | "Inochi no Arikata [Life's Theory]" (命の在り方)                                                      | 3:55    |  |
| 16.     | "Dare mo Shiranai Anata no Kamen [Nobody Knows Your Mask]" (誰も知らないあなたの仮面)                 | 1:44    |  |
| 17.     | "Amai Doku [Sweet Poison]" (甘い毒)                                                                   | 2:39    |  |
| 18.     | "Seishin Kouzou [Mental Structure]" (精神構造)                                                        | 1:40    |  |
| 19.     | "Sono Jūkou Ha, Seigi wo Shihai Suru [Justice From the Barrel of a Gun]" (その銃口は、正義を支配する) | 5:26    |  |
| 20.     | "Shihai to Kenryoku [Domination and Power]" (支配と権力)                                              | 3:13    |  |
| 21.     | "Makishima Shōgo" (槙島聖護)                                                                          | 3:26    |  |
| 22.     | "Trigger Finger!!!"                                                                                   | 2:19    |  |

| Disco 2 |                                                                                |         |  |
| N.º     | Título                                                                         | Duração |  |
| 1.      | "Psycho-Pass Symphony" (PSYCHO-PASS Symphony)                                  | 6:43    |  |
| 2.      | "Sibyl System" (シビュラシステム)                                              | 4:25    |  |
| 3.      | "Borderline" (ボーダーライン)                                                  | 1:48    |  |
| 4.      | "Inochi no Omomi to Songen [Importance of Life and Dignity]" (命の重みと尊厳)  | 2:27    |  |
| 5.      | "Hito no Kokoro [Heart of Mankind]" (人の心)                                   | 1:12    |  |
| 6.      | "Kouankyoku Keijika Ichikakari [CID Division 1]" (公安局刑事課一係)            | 1:53    |  |
| 7.      | "Ryouken no Kyūkaku [A Hound's Sense of Smell]" (猟犬の嗅覚)                   | 1:40    |  |
| 8.      | "Ryouken no Shūsei [The Habits of a Hound]" (猟犬の習性)                       | 2:10    |  |
| 9.      | "Rakuen [Paradise]" (楽園)                                                     | 2:23    |  |
| 10.     | "Shintaku [Oracle]" (神託)                                                     | 2:07    |  |
| 11.     | "Seija no Bansan [Saint's Supper]" (聖者の晩餐)                                | 2:18    |  |
| 12.     | "Chitsujo [Order]" (秩序)                                                      | 1:50    |  |
| 13.     | "Kami no Ishiki [God's Omniscience]" (神の意識)                                | 3:09    |  |
| 14.     | "Gūzou [Idol]" (偶像)                                                          | 1:43    |  |
| 15.     | "Menzai Taishitsu [Criminally Asymptomatic]" (免罪体質)                        | 2:17    |  |
| 16.     | "Mujun ni Michita Sekai [A World of Contradictions]" (矛盾に満ちた世界)        | 4:07    |  |
| 17.     | "Kyouhaku Kannen [Obsession]" (強迫観念)                                       | 2:28    |  |
| 18.     | "Lemonade Candy" (レモネードキャンディ)                                        | 0:34    |  |
| 19.     | "Hologram" (ホログラム)                                                        | 1:37    |  |
| 20.     | "Seishin no Ekibyou [Plague of Spirit]" (精神の疫病)                           | 2:05    |  |
| 21.     | "Shoki Shoudou [Initial Impulse]" (初期衝動)                                   | 2:09    |  |
| 22.     | "Yuruginai Shinnen [Enduring Convictions]" (揺ぎない信念)                      | 3:03    |  |
| 23.     | "Nozomi [Desire/Hope]" (望み)                                                  | 2:22    |  |
| 24.     | "abnormalize (TV edit)" (abnormalize [TV edit])                                | 1:32    |  |
| 25.     | "Monster Without a Name (TV edit 92s ver.)" (名前のない怪物 [TV Edit 92s ver]) | 1:42    |  |
| 26.     | "Out of Control" (Out of Control -アニメバージョン-)                           | 1:34    |  |
| 27.     | "All Alone With You (TV edit)" (All Alone With You [TV Edit])                  | 1:30    |  |

| Disco 3 | |         |  |
| N.º     | Título | Duração |  |
| 1.      | "[PSYCHO-PASS] non-credit opening movie" (「PSYCHO-PASS サイコパス」non-credit opening movie)                                       |         |  |
| 2.      | "[PSYCHO-PASS] ending non-credit movie [NIGHT version]" (「PSYCHO-PASS サイコパス」Ending ノンクレジットムービー <NIGHT version>)   |         |  |
| 3.      | "[PSYCHO-PASS] ending non-credit movie [DAY version]" (「PSYCHO-PASS サイコパス」Ending ノンクレジットムービー <DAY version>)       |         |  |
| 4.      | "[PSYCHO-PASS] opening non-credit movie [MAD version]" (「PSYCHO-PASS サイコパス」Opening ノンクレジットムービー <MAD version>)     |         |  |
| 5.      | "[PSYCHO-PASS] opening non-credit movie [FINAL version]" (「PSYCHO-PASS サイコパス」Opening ノンクレジットムービー <FINAL version>) |         |  |
| 6.      | "[PSYCHO-PASS] ending non-credit movie" (「PSYCHO-PASS サイコパス」Ending ノンクレジットムービー)                                   |         |  |

| Disco 1 |                                                               |         |  |
| N.º     | Título                                                        | Duração |  |
| 1.      | "Psycho-Pass feat. Akane" (PSYCHO-PASS feat. AKANE)           | 5:08    |  |
| 2.      | "Cymatic Scan" (サイマティックスキャン)                       | 2:53    |  |
| 3.      | "Halation" (ハレーション)                                     | 2:40    |  |
| 4.      | "Enforcer" (執行官)                                           | 2:41    |  |
| 5.      | "What Color?" (What Color?)                                   | 2:05    |  |
| 6.      | "Death Threat" (殺意の肯定)                                   | 2:20    |  |
| 7.      | "The Creeping Unknown" (忍び寄る虚実)                         | 2:31    |  |
| 8.      | "Psycho-Pass Pollution" (サイコパス汚染)                      | 2:22    |  |
| 9.      | "Out of Control" (コントロール出来ません)                     | 2:27    |  |
| 10.     | "Darkened Power" (黒く染める力)                               | 3:21    |  |
| 11.     | "Area Stress" (エリアストレス)                                | 2:52    |  |
| 12.     | "Invisible Man" (透明人間)                                    | 2:36    |  |
| 13.     | "Bio-contact" (生体コンタクト)                                | 2:29    |  |
| 14.     | "Omnipotence Paradox" (全能者のパラドクス)                    | 2:20    |  |
| 15.     | "In Order to Protect People and the Law" (人と法を守るために) | 2:13    |  |
| 16.     | "Place of Judgement" (裁きの場)                               | 1:44    |  |
| 17.     | "The Last Key" (最後のキー)                                   | 2:13    |  |
| 18.     | "A Monster Is Born" (生み出された怪物)                        | 4:23    |  |
| 19.     | "Shared Illusion" (共同幻想)                                  | 3:28    |  |
| 20.     | "Hungry Chicken" (ハングリーチキン)                           | 1:24    |  |
| 21.     | "Enigmatic Feeling" (TV edit)                                 | 1:31    |  |
| 22.     | "Fallen" (TV edit)                                            | 1:32    |  |

| Disco 2 |                                                                                       |         |  |
| N.º     | Título                                                                                | Duração |  |
| 1.      | "2116.7" (2116.7)                                                                     | 11:55   |  |
| 2.      | "Crimson Question" (朱の疑問)                                                         | 1:06    |  |
| 3.      | "That Person Is..." (あの人は・・・)                                                  | 1:19    |  |
| 4.      | "Illegal Immigration" (密入国)                                                        | 1:38    |  |
| 5.      | "Brain Wave Montage" (脳波モンタージュ)                                               | 3:07    |  |
| 6.      | "Foreign Investigation" (国外捜査)                                                    | 2:30    |  |
| 7.      | "Feelings" (思い)                                                                     | 0:32    |  |
| 8.      | "Ideology and Dignity" (思想と尊厳)                                                   | 2:38    |  |
| 9.      | "Sibyl's Oppression" (シビュラの制圧)                                                 | 3:27    |  |
| 10.     | "Control of the Situation" (現状整理)                                                 | 1:01    |  |
| 11.     | "The Paradise Called Shambhala" (シャンバラという天国)                                | 1:27    |  |
| 12.     | "Destruction Goes On" (破壊が追いかける)                                              | 8:54    |  |
| 13.     | "Investigation's Consistency" (捜査の一貫)                                            | 1:24    |  |
| 14.     | "Hope (Movie Mix)" (望み [Movie Mix])                                                 | 2:19    |  |
| 15.     | "The Wretched of the Earth" (地に呪われたる者)                                        | 1:03    |  |
| 16.     | "Guerrilla Hunting" (ゲリラ狩り)                                                      | 3:56    |  |
| 17.     | "Nightmare" (悪夢)                                                                    | 1:12    |  |
| 18.     | "Conceited" (独り善がり)                                                              | 1:36    |  |
| 19.     | "In Order to Protect People and the Law (Movie Mix)" (人と法を守るために [Movie Mix]) | 2:13    |  |

| Disco 3 |                                                                             |         |  |
| N.º     | Título                                                                      | Duração |  |
| 1.      | "Target Search" (標的の探索)                                                | 10:27   |  |
| 2.      | "Systematic Violence" (組織暴力)                                            | 6:42    |  |
| 3.      | "Hateful Gaze" (怒りの眼差し)                                               | 2:01    |  |
| 4.      | "Enforcement Mode" (執行モード)                                             | 2:36    |  |
| 5.      | "Psycho-Pass feat. Akane (Movie Mix)" (PSYCHO-PASS feat. AKANE [Movie Mix]) | 5:08    |  |
| 6.      | "Makishima Shōgo (Movie Mix)" (槙島聖護 [Movie Mix])                        | 3:24    |  |
| 7.      | "A Monster Is Born (Movie Mix)" (生み出された怪物 [Movie Mix])              | 4:23    |  |
| 8.      | "The State of My Life (Movie Mix)" (命の在り方 [Movie Mix])                 | 3:54    |  |
| 9.      | "Psycho-Pass (Movie Mix)" (PSYCHO-PASS [Movie Mix])                         | 6:39    |  |
| 10.     | "Who What Who What" (Movie Mix)                                             | 1:31    |  |
| 11.     | "Monster Without a Name" (名前のない怪物)                                   | 5:16    |  |

| Disco 4 | |         |  |
| N.º     | Título | Duração |  |
| 1.      | "[PSYCHO-PASS] non-credit opening: Ling Tosite Sigure "Enigmatic Feeling" (Final Edition)" (「「PSYCHO-PASS サイコパス2」ノンテロップOP:凛として時雨「Enigmatic Feeling」[Final Edition]) |         |  |
| 2.      | "[PSYCHO-PASS] non-credit opening: Egoist "Fallen" (Final Edition)" (「PSYCHO-PASS サイコパス2」ノンテロップED:Egoist「Fallen」[Final Edition])                                           |         |  |
| 3.      | "[PSYCHO-PASS: The Movie] non-credit opening: Ling Tosite Sigure "Who What Who What" (「劇場版 PSYCHO-PASS サイコパス」ノンテロップOP:凛として時雨「Who What Who What」)                  |         |  |
| 4.      | "[PSYCHO-PASS: The Movie] Teaser" (「劇場版PSYCHO-PASS サイコパス」ティザー予告PV) |         |  |
| 5.      | "[PSYCHO-PASS: The Movie] 1st PV" (「劇場版PSYCHO-PASS サイコパス」本予告第1弾PV) |         |  |
| 6.      | "[PSYCHO-PASS: The Movie] 2nd PV" (「劇場版PSYCHO-PASS サイコパス」本予告第2弾PV) |         |  |

## Mídia

### Anime
A série de anime produzida pela Production IG foi transmitida no Japão no bloco de programação Noitamina da Fuji TV entre 12 de outubro de 2012 e 22 de março de 2013. Toho começou a lançar a série nos formatos DVD e Blu-ray em 21 de dezembro de 2012. O oitavo e último volume foi lançado em 26 de julho de 2013. A Funimation licenciou a série na América do Norte e transmitiu simultaneamente em seu site, primeiro em japonês, depois, semanalmente, em inglês. Psycho-Pass foi um dos três programas iniciais exibidos como um "dub transmitido" da Funimation. Uma mídia doméstica lançada em março de 2014. No Reino Unido, a série é licenciada pela Manga Entertainment e na Austrália pela Madman Entertainment .
Em 6 de julho de 2013, o presidente da Production IG, Mitsuhisa Ishikawa, disse no Anime Expo que a produção de uma segunda temporada havia começado. A segunda temporada, intitulada Psycho-Pass 2, começou a ser exibida em outubro de 2014; o filme foi lançado em janeiro de 2015. Antes da transmissão de estreia da segunda temporada, a primeira temporada — condensada em 11 episódios de uma hora com algumas cenas adicionais — começou a ser exibida em julho de 2014. O quarto episódio foi cancelado devido a semelhanças com um assassinato na vida real . O diretor Naoyoshi Shiotani se desculpou por isso em sua conta no Twitter. Mesmo assim, a Funimation transmitiu o episódio. Uma caixa de Blu-ray foi anunciada com lançamento agendado para 15 de outubro de 2014. Este conjunto contém a transmissão original da primeira temporada e os episódios editados de repetição de uma hora.
A segunda série foi ao ar no bloco de programação Noitamina da Fuji TV entre 10 de outubro de 2014 e 19 de dezembro de 2014. A série foi coletada em um total de cinco volumes de DVD e Blu-ray entre 17 de dezembro de 2014 e 15 de abril de 2015.
Em 8 de março de 2019, uma terceira temporada foi anunciada. A terceira temporada foi ao ar no bloco de programação Noitamina da Fuji TV entre 24 de outubro de 2019 e 12 de dezembro de 2019, com um programa especial sendo exibido em 17 de outubro de 2019. A Amazon transmitiu a série dentro e fora do Japão em seu serviço Prime Video . Naoyoshi Shiotani voltou como diretor, Akira Amano como designer de personagens e Production IG como produtor de animação. Consistia em oito episódios com cada episódio tendo 45 minutos de duração.
Em 12 de junho de 2015, o Ministério da Cultura chinês anunciou que Psycho-Pass teve seu lançamento negado na China junto com 38 outros títulos de anime e mangá que foram considerados "incluindo cenas de violência, pornografia, terrorismo e crimes contra a moralidade pública que poderiam potencialmente incitar menores a cometer tais atos. "

### Filmes
Em setembro de 2013, foi anunciado no site oficial do Noitamina que uma segunda temporada e um projeto de filme teatral inédito estava em desenvolvimento, mais tarde chamado Psycho-Pass: The Movie . O filme foi classificado como R15 + devido à sua forte violência, que inclui assassinato e lesões corporais humanas. Em setembro de 2014, a data de lançamento foi anunciada para 9 de janeiro de 2015, com o co-script de Urobuchi e Fukami. Um trailer de 30 segundos transmitido em Nico Nico Douga em 5 de setembro de 2013, mostrando Kogami, Tsunemori e Ginoza. Um trailer de dois minutos, o segundo vídeo promocional do filme, foi lançado em setembro de 2013, contendo imagens da série de anime original. Em fevereiro de 2016, a Funimation divulgou uma prévia da versão dublada e anunciou que o filme será exibido em mais de 100 cinemas dos Estados Unidos e Canadá. A música tema foi tocada por Ling Tosite Sigure .
Em março de 2018, foi anunciado na transmissão ao vivo da Fuji TV que um projeto de filme teatral em três partes estava em desenvolvimento, intitulado Psycho-Pass: Sinners of the System . O primeiro filme, intitulado Case.1 Tsumi to Bachi (Case.1 罪と罰) , estreou em 25 de janeiro de 2019. O segundo filme, intitulado Case.2 First Guardian, estreará em 15 de fevereiro de 2019. [precisa ser atualizado ]  O terceiro filme, intitulado Case.3 Onshū no Kanata ni, estreou em 8 de março de 2019. Naoyoshi Shiotani e Yugo Kanno reprisaram seus papéis como diretor e compositor musical, respectivamente. Ryō Yoshigami escreveu o roteiro do primeiro filme, enquanto Fukami voltou da série de anime para escrever os roteiros do segundo e terceiro filmes. Production IG voltou para a produção de animação e Toho distribuiu.
Um visual de colaboração com Godzilla: City on the Edge of Battle também foi desenvolvido com Tsunemori sendo o personagem Psycho-Pass usado.
Após o episódio final da terceira temporada, foi anunciado que a série receberá uma sequência do filme intitulada Psycho-Pass 3: First Inspector, com a equipe e o elenco voltando da terceira temporada. O filme estreou em 27 de março de 2020.

### Mangá

Capa do primeiro volume do mangá "Inspetor Akane Tsunemori"

Uma adaptação do mangá ilustrada por Hikaru Miyoshi, intitulada Inspector Akane Tsunemori (監視官 常守朱, Kanshikan Tsunemori Akane) , começou a serialização na revista Jump Square da Shueisha em 2 de novembro de 2012. Seu primeiro volume tankōbon foi lançado pela Shueisha em 4 de fevereiro de 2013. Em novembro de 2013, foi anunciado que 380.000 cópias do mangá foram enviadas para o Japão com três volumes. O mangá teve mais de 1 milhão de cópias impressas em dezembro de 2014.
Outro mangá intitulado Psycho-Pass: Inspector Shinya Kogami (監視官 狡噛 慎也, Kanshikan Kōgami Shinya)  estreou na edição de agosto da revista Monthly Comic Blade de Mag Garden em 30 de junho de 2014. Natsuo Sai ilustrou a série escrita por Midori Gotou e produzida pela Production IG O mangá foi publicado pela Dark Horse Comics na América do Norte desde 9 de novembro de 2016.

#### Inspector Akane Tsunemori
| N.º | Data de lançamento     | ISBN              |
| --- | ---------------------- | ----------------- |
| 1   | 4 de fevereiro de 2013 | 978-4-08-870623-8 |
| 2   | 4 de Junho de 2013     | 978-4-08-870765-5 |
| 3   | 1 de novembro de 2013  | 978-4-08-870826-3 |
| 4   | 4 de abril de 2014     | 978-4-08-880118-6 |
| 5   | 4 de agosto de 2014    | 978-4-08-880162-9 |
| 6   | 5 de janeiro de 2015   | 978-4-08-880284-8 |

#### Inspector Shinya Kogami
| N.º | Data de lançamento    | ISBN              |
| --- | --------------------- | ----------------- |
| 1   | 10 de outubro de 2014 | 978-4-80-000367-6 |
| 2   | 10 de abril de 2015   | 978-4-80-000436-9 |
| 3   | Dezembro 2015         | 978-4-80-000522-9 |
| 4   | 10 de agosto de 2016  | 978-4-80-000601-1 |
| 5   | 10 de julho de 2017   | 978-4-80-000700-1 |
| 6   | 8 de janeiro de 2018  | 978-4-80-000740-7 |

### Light novel
Uma novelização da série por Makoto Fukami foi publicada pela Mag Garden em dois volumes lançados em 4 de fevereiro e 4 de abril de 2013. Shiotani disse que os romances são mais violentos do que as séries de televisão. Uma prequela intitulada Namae no Nai Kaibutsu (名前のない怪物, lit. "The Monster with no Name")  " The Monster with no Name ") foi escrita por Aya Takaba, que trabalhou na série de televisão. Antes de o romance ser lançado, ele foi publicado pela primeira vez na página "Novela Noitamina" no site oficial de Noitamina. O romance foi lançado em 4 de fevereiro de 2013.
Uma nova série de romances com foco em quatro personagens de Ryō Yoshigami começou a ser publicada na edição de agosto da Revista SF da Hayakawa Publishing em 25 de junho de 2014. Após o término da serialização, Hayakawa Bunko JA revisou os romances e os publicou em outubro de 2014. Outras histórias se concentraram em Choe Gu-sung, Shusei Kagari, Yayoi Kunizuka e Shion Karanomori. Hayakawa Bunko JA também publicou o livro Psycho Pass Genesis em dezembro de 2014, que revelou as origens do envolvimento de Sybil e Tonomi Masaoka.

### Videogames
Uma visual novel interativa intitulado Chimi Chara Psycho-Pass, que apresenta versões chibi dos personagens da série em histórias originais, foi incluído nos volumes do disco Blu-ray do anime e pode ser reproduzido em qualquer dispositivo de reprodução de Blu-ray.
Em maio de 2014, foi anunciado que um videogame baseado na série, intitulado Psycho-Pass: Mandatory Happiness, estava sendo desenvolvido pela 5pb. para o Xbox One com uma porta PlayStation Vita e PlayStation 4 anunciada em dezembro de 2015. O jogo apresenta uma história original escrita por Urobuchi, ocorrendo durante o período dos primeiros seis episódios do anime e se concentrando em um novo conjunto de protagonistas que enfrentam um novo inimigo em uma ilha remota. A NIS America localizou Psycho-Pass: Mandatory Happiness para PlayStation 4, Vita e uma versão exclusiva para PC via Steam. Foi lançado em 13 de setembro de 2016 na América do Norte e em 16 de setembro de 2016 na Europa. A versão Xbox One do jogo não foi localizada.
Um jogo de realidade virtual será feito em 2020 pela Pretia Technologies e organizado pelo departamento de Design Digital da Fuji TV em antecipação ao próximo filme no segundo trimestre de 2020 chamado First Inspector . O jogador controla Kogami e Tsunemori enquanto um personagem original chamado Tadashi Kamino será o mentor do jogador.

## Recepção e legado
O produtor de TV Fuji, Akitoshi Mori, disse que Psycho-Pass foi o primeiro trabalho sob seu controle. As primeiras exibições da série no Noitamina Shop & Café atraíram poucos espectadores, o que incomodou Mori. No entanto, com a continuação da série, a quantidade de espectadores aumentou. No episódio final, mais de 1.000 pessoas fizeram fila para assistir ao final, embora o local pudesse acomodar apenas 70 pessoas. Isso deixou Mori feliz porque ele percebeu que os fãs estavam seguindo e apoiando o show; mas ele queria ver um público maior em exibições futuras. Os DVDs e discos Blu-ray da série alcançaram boas vendas. Em abril de 2014, a série foi indicada para o Prêmio Seiun . No prêmio Newtype anime de 2013, foi eleito o quarto melhor título do ano. O episódio 11 da série foi premiado com o "Melhor Episódio" na votação dos fãs do 10º aniversário de Noitamina. Shinya Kogami, Akane Tsunemori e Shogo Makishima também apareceram nessas pesquisas como vencedores em suas próprias categorias. A Anime News Network listou-a como a quinta série de anime mais acessível para pessoas que não assistiram à animação japonesa. Psycho-Pass foi eleito o 19º melhor anime em uma enquete online da NHK de 2017 de "Best Anime 100". Crunchyroll incluiu a série na lista dos "100 melhores animes da década", com o escritor Kyle Cardine afirmando que a série "teve um efeito duradouro como um emocionante drama policial de ficção científica entre o repertório Urobuchi". Cold Cobra, do Anime UK News, escolheu a série para sua lista de "melhores animes dos anos 2010" e saudou Psycho-Pass como uma "obra-prima de ficção científica". IGN também listou Psycho-Pass entre os melhores animes da década e escreveu que a série é "um thriller psicológico com múltiplas camadas de mistério" que "nos manteve alerta durante toda a primeira temporada." Em 2020, a Anime News Network listou Psycho-Pass como o quarto melhor anime Gen Urobuchi. Kotaku Australia incluiu a série na lista das "8 Ótimas Séries de Anime para Pessoas que Não Gostam de Anime".
A primeira temporada foi aclamada pela crítica. O Daily Star considerou-o como um dos mais icônicos thrillers de anime devido ao manejo da sociedade e dos dois personagens principais. Rebecca Silverman da Anime News Network elogiou o programa por seu "alto nível de interesse" em retratar seu mundo distópico. No entanto, ela disse que as cenas violentas eram tão horríveis que podiam assustar os espectadores. Richard Eisenbeis, do Kotaku, chamou-o de "mistério ciberpunk convincente", elogiando a sociedade retratada e a série de assassinatos orquestrados por Shogo Makishima. No entanto, ele criticou o uso de tecnologia avançada e comparou-o com outros filmes de ficção científica, apesar de dizer que lidava melhor com os temas, ao passo que a imunidade de Makishima a ela permanecia inexplicada. O DVD Talk elogiou Makishima por causa de suas conquistas na história e de sua personalidade. Certos episódios têm sido chamados de "preenchimento" porque são usados como uma preparação para os episódios climáticos. Bamboo Dong da Anime News Network deu um grande elogio, afirmando que a partir do episódio 12, a série foi "uma verdadeira explosão de assistir" e que ela estava feliz com o desenvolvimento da protagonista, Akane Tsunemori. No entanto, ela criticou severamente a reviravolta na história em relação à verdadeira identidade do Sybil System, chamando-o de "uma das revelações mais estúpidas da história do anime".
Thomas Zoth, do Fandom Post, elogiou o foco do programa nas relações entre os protagonistas e o desenvolvimento deles. O crescimento de Tsunemori em toda a série foi elogiado por vários revisores. Zoth gostou das cenas de ação culminantes da série entre Kogami e Makishima, e as cenas que retratam o status quo. Ele disse que o décimo sexto episódio é "a obra-prima de Urobuchi". Silverman comentou sobre o paralelismo entre o desenvolvimento de Tsunemori e Kogami, que resultou em um final ambíguo que deveria ser decidido pelos telespectadores. O elenco de apoio recebeu elogios semelhantes pelo DVD Talk, mas o revisor disse que alguns foram desanimadores e Karanomori é o personagem menos explorado.